# EPF école d’ingénieur·e·s
Die EPF - École d'ingénieurs (ehemals École polytechnique féminine) ist eine französische Ingenieurhochschule, die 1925 gegründet wurde.
Die Hochschule bildet Ingenieure mit einem multidisziplinären Profil aus, die in allen Bereichen der Industrie und des Dienstleistungssektors arbeiten. Jeder Jahrgang besteht aus ca. 350 Studierenden für ein allgemeinbildendes Ingenieurstudium, ein Studium mit Doppel-Diplom und ein duales Studium.
Die EPF ist eine staatlich anerkannte private Hochschule von allgemeinem Interesse mit Sitz in Cachan, seit 2010 in Troyes und seit 2012 in Montpellier. Die Schule ist Mitglied der Union des grandes écoles indépendantes (UGEI).
Die EPF entstand 1994 aus der ehemaligen École polytechnique féminine (die nie mit der École polytechnique verbunden war), die 1925 von Marie-Louise Paris gegründet wurde.

## Geschichte
Die Hochschule wurde 1925 unter dem Namen "Institut électromécanique féminin" (IEF) von Marie-Louise Paris gegründet, die selbst Absolventin des Institut d'électrotechnique de Grenoble und der ESME Sudria war. Das Institut bildete zunächst junge Frauen zu Elektromechanik-Ingenieurinnen aus und hatte auch einen Kurzstudiengang für Zeichnerinnen oder Ingenieurgehilfinnen. Die Hochschule wurde damals vom Conservatoire national des arts et métiers (CNAM) beherbergt.
1933 wurde die IEF durch die Hinzufügung einer Abteilung für Luftfahrt und eines zusätzlichen Studienjahres in "École polytechnique féminine" (EPF) umbenannt. 1938 wurde sie von der Kommission für Ingenieurtitel (CTI) ermächtigt, den Titel Diplomingenieur (ingénieur diplômé) zu verleihen, und 1943 wurde sie staatlich anerkannt.
1945 musste die Schule das Conservatoire national des arts et métiers verlassen. Sie belegte verschiedene Orte, wobei die Schüler jedoch weiterhin die Metallurgie-Vorlesung des CNAM besuchten. Die Schule zog 1956 nach Sceaux in eine geräumige Villa, in die auch ihre Gründerin einzog.
Die EPF spielte eine wichtige Rolle bei der Öffnung des Ingenieurberufs für Frauen: 45 % der Frauen, die 1964 ein Ingenieurdiplom erwarben, kamen von der EPF.
1976 wurde die EPF Mitglied der Conférence des grandes écoles (CGE). Im Jahr 1991 erhielt die Schule den Rechtsstatus einer als gemeinnützig anerkannten Stiftung. 1993 trug sie zur Gründung der Union des grandes écoles indépendantes (UGEI) bei.
1987 errichtete die Schule ein Gebäude mit moderner Architektur, in dem zwei Hörsäle, Klassenzimmer und eine Etage mit Computerräumen untergebracht wurden.
1994 wurde die Schule koedukativ und legte ihren Namen "École polytechnique féminine" zugunsten des Namens "EPF - École d'Ingénieurs" ab.
In den Jahren 2010 und 2012 eröffnete die Schule jeweils einen Campus in Troyes und Montpellier.
Im April 2019 erwirbt die EPF Gebäude der ENS Cachan, die anlässlich ihres Umzugs nach Saclay zur École normale supérieure Paris-Saclay wurde. Die im Jahr 2022 von Sceaux nach Cachan umziehende Hochschule wird fortan EPF Paris-Cachan genannt.
Im Februar 2022 errichtet die EPF einen vierten Campus in Saint-Nazaire. Dort wird sie ab 2023 Studierende aufnehmen.

## Ausbildung
Die EPF bietet eine fünfjährige Ausbildung, die sich wie folgt zusammensetzt:
- Die ersten drei Jahre, die einem Bachelor entsprechen, ermöglichen die Entdeckung der großen technischen Bereiche der Schule;
- Das vierte Jahr, das erste des Masters, beginnt mit einem Praktikumssemester und einem anschließenden Kurssemester, das dem gewählten Studiengang aus sechs Bereichen gewidmet ist: Maschinenbau, Umwelt, Informations- und Kommunikationstechnik, Engineering Management, Energie oder Stadtplanung;
- Das fünfte Jahr ist den Orientierungskursen gewidmet und wird mit einer Masterarbeit abgeschlossen.

Die EPF bietet verschiedene Doppel-Diplome an, darunter ein Doppel-Diplom der deutsch-französischen Hochschule in Zusammenarbeit mit der Hochschule für angewandte Wissenschaften München mit dem Schwerpunkt Produktion und Automatisierung.

## Berühmte Absolventen
- Martine Rottier (EPF 1979) eine ehemalige französische Judoka
- Astrid Guyart (EPF 2006) eine französische Florettfechterin